# Silvina Corvalán Mayoral
Silvina Corvalán Mayoral ili odmilja Silvi (15. prosinca 1973.) je umirovljena argentinska hokejašica na travi. Igrala je na mjestu obrambene igračice.
U klupskoj karijeri je igrala za djevojčad Saint Catherine´s Moorlands School.
S argentinskom izabranom vrstom je sudjelovala na više međunarodnih natjecanja od 1995. do 1999.

## Sudjelovanja na velikim natjecanjima
- Panameričke igre 1995., zlato
- Trofej prvakinja 1995., 6. mjesto
- Izlučni turnir 1995. za OI 1996. u Kaapstadu, 4. mjesto
- OI 1996., 7. mjesto
- Panameričke igre 1999., zlato
- Trofej prvakinja 1999., 4. mjesto